# Археологічний парк «Загублене місто»
Археологічний парк «Сьюдад-Пердіда» (ісп. Ciudad Perdida, що перекладається як «Загублене місто») або Buritaca-200 — археологічна пам'ятка на півночі гірського ланцюга Сьєрра-Невада-де-Санта-Марта в Колумбії. За оцінками, стародавнє поселення на цьому місці було засноване близько 800 року, і якщо це так, то «Загублене місто» є на 650 років старшим за Мачу-Пікчу. У 2007 році «Загублене місто» посіло п'яте місце як одне із семи чудес Колумбії, отримавши понад 14 000 голосів.

## Опис

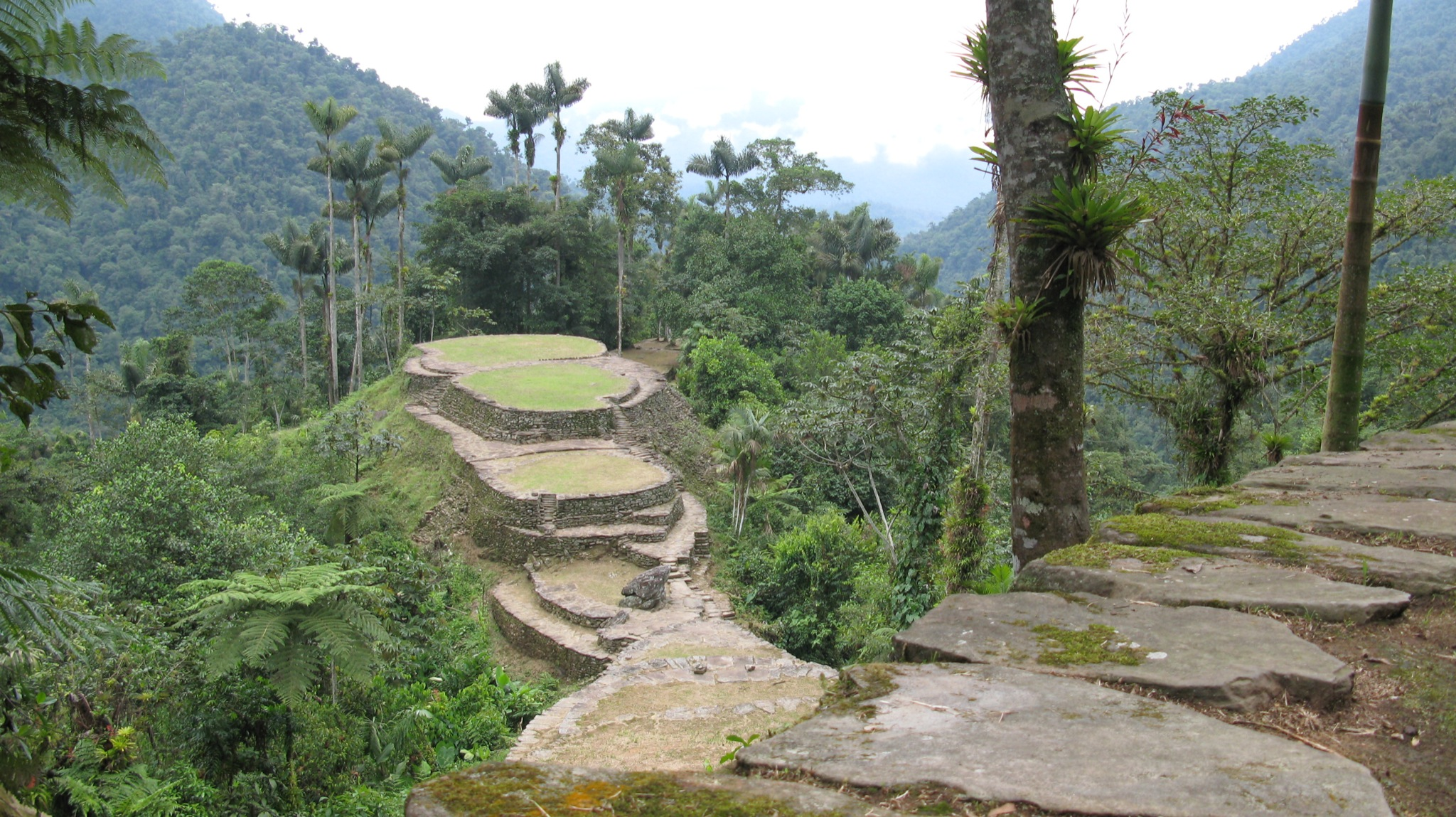
Стародавні руїни «Загубленого міста»

«Загублене місто» розташоване на півночі Сьєрра-Невада-де-Санта-Марта на висоті від 900 до 1300 метрів у передгір'ях Серро-Корреа, на правому березі річки Бурітака. Корінне населення цього району називає місто «Теюна», тому повна назва пам’ятки звучить як «Археологічний парк Сьюдад-Пердіда-Теюна» (ісп. Parque Arqueológico Ciudad Perdida-Teyuna), хоча в номенклатурі археологічних пам’яток вона також відома як «Бурітака-200».
Місто має складну систему будівель, мощених доріжок, сходів і з’єднаних між собою висічених на схилі гори терас, мережі вимощених стежок і кількох невеликих круглих майданчиків, на яких були побудовані церемоніальні центри, будинки та місця для зберігання їжі. Виявлені на даний момент споруди займають площу приблизно 35 гектарів. До входу можна потрапити, лише піднявшись по 1200 кам'яних сходинках через густі джунглі.
Кількість терас становить 169. Вони сягають довжини 45 метрів і ширини 18 метрів, підпірні стіни мають висоту 7 метрів. Місто нараховувало приблизно 1000 будівель, вважається що тут могло проживати від 2000 до 8000 мешканців.

## Історія

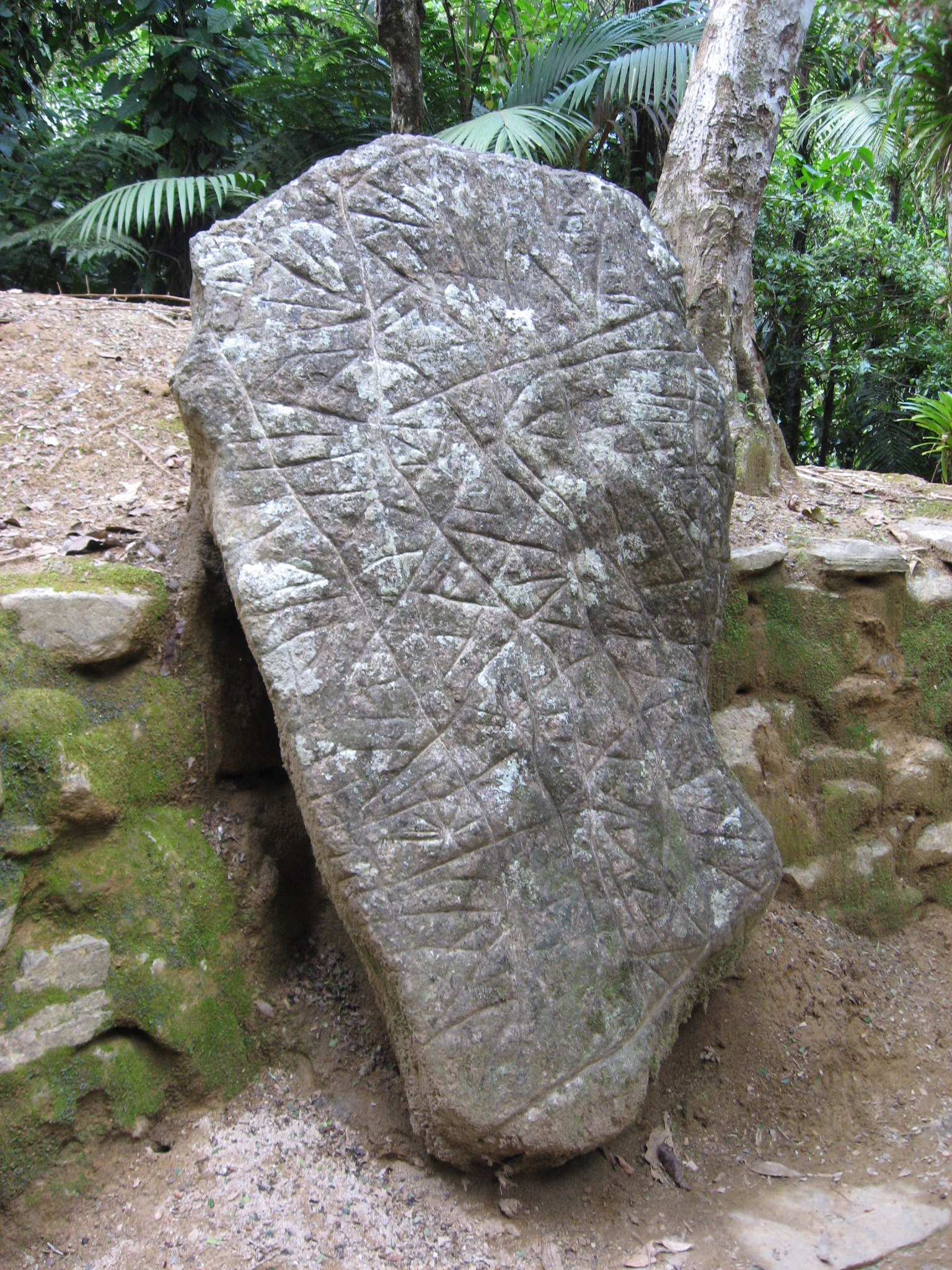
Камень, на якому, як вважають, висічена мапа району

Сьюдад-Пердіда був побудований близько 700 року нашої ери корінним населенням з народу тайрона. Вважається, що він був найважливішим політичним, економічним, релігійним і духовним центром мережі тайронських поселень. Побудований на краю гори, яка розташована на березі річки Бурітака, він міг вмістити від 2000 до 8000 людей. Місто було залишено в 1650 році під час іспанського завоювання. Представники народів когі, віва, архуако та канкуамо, прямі нащадки стародавніх тайронів, називають це місце «Теюна» та стверджують, що вони регулярно відвідували це місце до того, як про нього стало широко відомо, але мовчали про це.
«Загублене місто» було випадково відкрито у 1972 році групою місцевих розкрадачів поховань. Під час полювання вони виявили низку кам'яних сходів, що підіймалися на схил гори і, зійшовши ними, побачили покинуте місто, яке прозвали «зеленим пеклом». Вкрадені ними звідти золоті статуетки та керамічні урни почали з'являтися на місцевому чорному ринку, влада зацікавилася невідомим містом, і у 1976 році до нього прибула офіційна археологічна експедиція Колумбійського інституту антропології та історії. Археологи зібрали і доставили до столиці достатньо артефактів, щоб тодішній президент Альфонсо Лопес Мікельсен схвалив бюджет для проведення відновлювальних робіт. Реконструкція пам'ятки, позначеної як «Buritaca 200», тривала з 1976 по 1982 рік. З моменту свого відкриття зона перебуває під керівництвом Колумбійського інституту антропології та історії як національний археологічний парк.
Під час громадянської війни на території «Загубленого міста» стався інцидент: 15 вересня 2003 року представники ліворадикальної «Армії національного визволення» викрала вісім іноземних туристів, які відвідували пам'ятку, і вимагала урядового розслідування порушень прав людини в обмін на заручників. Через три місяці заручників було відпущено. У 2005 році туристичні походи було відновлено, територію активно патрулює колумбійська армія, і подальших інцидентів тут не спостерігалося.
З 2009 року некомерційна організація «Global Heritage Fund» працює в Сьюдад-Пердіда з метою зберегти та захистити пам'ятку від руйнування — як впливу клімату і рослинності так і можливості пограбунку та недбалості туристів. Заявлені цілі «GHF» включають розробку та реалізацію регіонального плану управління, документування та збереження археологічних об'єктів у Сьюдад-Пердіда, а також залучення до збереження та сталого розвитку пам'яткм місцевих корінних громад як головних зацікавлених сторін.